# Catalysis Today
Catalysis Today (nach ISO 4-Standard in Literaturzitaten mit 	Catal. Today abgekürzt) ist eine wissenschaftliche Fachzeitschrift, die vom Elsevier-Verlag veröffentlicht wird. Die erste Ausgabe erschien im Jahr 1987. Derzeit erscheint die Zeitschrift mit 20 Ausgaben im Jahr. Es werden Artikel veröffentlicht, die sich mit der Katalyse und verwandten Gebieten beschäftigen.
Der Impact Factor lag im Jahr 2014 bei 3,893. Nach der Statistik des ISI Web of Knowledge wird das Journal mit diesem Impact Factor in der Kategorie angewandte Chemie an sechster Stelle von 70 Zeitschriften, in der Kategorie physikalische Chemie an 37. Stelle von 139 Zeitschriften und in der Kategorie chemische Ingenieurwissenschaften an elfter Stelle von 134 Zeitschriften geführt.